# Gia Định phú
Gia Định phú (tên do Vương Hồng Sển đặt) là một bài phú Nôm dài 46 câu và kết bằng một bài thơ thất ngôn bát cú, không rõ tác giả, do học giả Vương Hồng Sển sưu tầm và chép lại trong quyển Tập Thành của ông. Căn cứ theo lời giới thiệu của học giả Trương Vĩnh Ký ghi ở bên dưới, thì đây là một bài văn rất có giá trị trong kho tàng văn học Việt Nam.

## Giới thiệu

### Văn bản
Hiện có ba bản:
1/ Bản Nôm chép tay trong cuốc Tập Thành của Vương Hồng Sển, đầu đề là Gia Định phú, gồm 46 câu và một bài thơ thất ngôn bát cú.
2/ Bản phiên âm của Trương Vĩnh Ký trong cuốn Saigon dautrefois, đầu đề là Cổ Gia Định phong cảnh vịnh, gồm 23 câu.
3/ Bản phiên âm do Nguyễn Tuấn Anh sao lục trong Nam Phong tạp chí số 77 (tháng 11 năm 1923), đầu đề là Bài phú Cổ Gia Định, gồm 43 câu và có lời ghi chú của người sao lục.
Theo nhà nghiên cứu Nguyễn Đình Đầu, có lẽ bài này ngày xưa chỉ có tên là "Gia Định phú". Một thời lâu sau, Gia Định bị quân Pháp chiếm đóng, rồi bị phá để xây dựng lại một thành phố mới, thì bài phú ấy mới trở thành bài "Cổ Gia Định phong cảnh vịnh" hay "Bài phú Cổ Gia Định" 

### Tác giả
Bản do Trương Vĩnh Ký sưu tầm, có kèm theo lời giới thiệu của ông như sau:
"Cái điệu vịnh Gia Định không rõ là của ai làm, làm có đối đáp, song quan, cách cú, gối hạc tất đủ nói về địa cảnh đất Sài Gòn thuở trước Tây (Phú Lang Sa) chưa lấy, bất nội Bến Thành, Chợ Sỏi vô tới Chợ Lớn, Chợ Gạo, Lò Gốm, Cây Gõ, Phú Lâm, Cầu Bông, Thị Nghè, Gò Vấp, đường sá, xóm làng nhà cửa phố phường chùa miếu, lại thú người trên bộ dưới thuyền đủ cả. Nói cho đến Tây Mô ô, tàu bè các nước tới lui nuôn bán thuở ấy nữa. Đặt văn đã hay mà lại kể tích cũ tận xưa cũng nêu dấu tích để truyền lại cho người sau nhớ. Có kẻ nói cái vịnh này là của ông Ngô Nhân Tĩnh ở ngụ xứ Trà Luộc làm ra mà chơi. Nhưng vậy chẳng biết thật hay không?"
Theo nhóm tác giả Sài Gòn - Gia Định qua thơ văn, thì danh sĩ Ngô Nhân Tĩnh mất khoảng năm 1813, mà trong bài phú lại có nói tới nhiều việc xảy ra sau đó, như con Kinh Mới thì đến năm 1819 mới đào, ngôi miếu Bà Chúa Thai Sanh mãi đến năm 1839 mới dựng. Điều này có nghĩa "bài phú này không thể ra đời trước năm 1839", tức Ngô Nhân Tĩnh không thể là tác giả.
Tuy nhiên, theo nhà nghiên cứu Nguyễn Đình Đầu thì giả thuyết tác giả bài phú là Ngô Nhân Tịnh vẫn chưa được dứt khoát bác bỏ. Ông viết đại ý như sau: "Con kinh mới tức kinh ruột ngựa (Mã Trường), Trịnh Hoài Đức đã nói rõ là do Nguyễn Cửu Đàm đào vào năm Nhâm Thìn (1772), tới nay (1819) đã đào thêm sâu rộng. Và năm 1839 là năm xây mới hay chỉ sửa đền Bà Chúa Thai Sanh ở trong Tam Hội Miếu? Trịnh Hoài Đức viết năm 1820 là Tam Hội Miếu đã có từ lâu rồi. Vả lại, nếu bài phú này làm sau năm 1839, tại sao không nói tới thành Phụng (1836 - 1859), mà chỉ nói đến thành Quy (1790 - 1835).
Chính vì chưa được rõ ràng, nên nhà văn Sơn Nam cũng chỉ viết rằng bài phú này còn có tên là Gia Định hoài cổ vịnh của một tác giả khuyết danh, soạn ra trước khi Lê Văn Khôi khởi binh (1833), tức thuở Quy Thành hãy còn nguyên vẹn .

## Toàn văn bài phú
Dưới đây là bài phú Nôm 46 câu do nhóm tác giả sách Sài Gòn - Gia Định qua thơ văn xưa giới thiệu.
| 1. Phủ Gia Định! phủ Gia Định! Nhà đủ người no chốn chốn, Xứ Sài Gòn! xứ Sài Gòn! Ở ăn vui thú nơi nơi. 2. Lạc thổ nhóm bốn dân: sĩ nông công thương ngư tiều canh độc , Kim thành xây tám hướng: càn khảm cấn tốn ly khôn đoài.. 3. Lợi đất thinh thinh xóm Vườn Mít Bầu trời vòi vọi núi Mô Xoài. 4. Đông đảo thay phường Mỹ Hội, Sum nghiêm bấy làng Tân Khai. 5. Ngói lợp vẩy lân , phố thương khách nhà ngang nhà dọc, Hiên che cánh én, nhà quan dân hàng vắn hàng dài. 6. Gái nhơ nhởn tay vòng tay xuyến, Trai xênh xang chơn hớn chơn hài . 7. Dù võng nghênh ngang chợ Điều Khiển Quan quân rậm rật cầu Khâm Sai. 8. Kẻ vào Chợ Quán, ra Bến Nghé , Người xuống Nhà Bè lên Đồng Nai. 9. Coi ngoài rạch Bà Nghè, dòng trắng hây hây tờ quyến trải, Ngó lên giồng Ông Tố, cây xanh nghịt nghịt lá chàm rai. 10. Dưới bến hát lẳng lơ, giọng con đò, giọng con rổi, Trên bờ ca khỏng khảnh, tiếng thằng mục, tiếng thằng nài . 11. Chợ Cây Da thằng Mọi, coi bán đủ thuốc xiêm, cau mứt , Cái rạch cầu Con Miên, thấy làm nguyên cột vắp, ván trai. 12. Trên Cây Da Còm , nỡ để ông già đầu đội Dưới đường đi cầu Khắt, bỏ chi con trẻ lạc lài (loài). 13. Đường Nước Nhỉ đất tiu tiu, người thương khách lại qua mát mẻ, Quán Nước lên dòng cuồn cuộn, kẻ bộ hành tắm giặt nghỉ ngơi. 14. Kho Cẩm Thảo chứa thuế vua, mạch nước sữa dân Mạch nước sữa dân ai dám phá, Chùa Kim Chương làm tôi Phật tương chua muối mặn sãi trường chay. 15. Kinh Gạo, người bán gạo, lưng vơi chẳng dám điều hết kiếp, Chợ Rau, kẻ buôn rau, mắc rẻ ở ăn cái đồng nài. 16. Trong làng Cây Gõ, nhà bền rường cột, Ngoài chợ Cây Vông, chất đống chông gai. 17. Nhắm kinh Mới như chỉ giăng đường đất, Đi chợ Hôm vừa tối sập mặt trời. 18. Chùa Cẩm Đệm nên nghiêm, rực rực thấy thầy nằm nệm gấm, Xóm Hoa Nương đua nở, dầy dầy coi khách bẻ ngụy người. 19. Trong Chợ Lớn thinh thinh, góp nhóp bốn phương đủ hết loài rừng vật biển, Trên cầu Quan lồ lộ, lại qua mấy phía, thảy đều chú đội cậu cai. 20. Giếng Bà Nhuận mạch cam tuyền, trai gái thảy thỏa tình khát vọng, Cầu Bà Thuông đường quan lộ, gần xa đều phỉ chí quy lai. 21. Chói chói bấy! chùa Ông Quan Đế, chí trung nghĩa cao xa ngàn thuở, Thăm thẳm thay! miếu Đức Thánh Nhân mối tư văn dựng để muôn đời. 22. Nhìn thấy chùa Ông Bổn Đầu Công, dám quên chữ ngọn rau tấc đất, Ngó thấy miếu Công Thần chư vị, chạnh tưởng câu niềm chúa nghĩa tôi. 23. Kẻ lâm dâm vái Bà Chúa Thai Sanh, xin mẹ tròn con vuông, chẳng sanh trai thời sanh gái, Người ký cúc lạy chùa Bà Mã Hậu, xin thuận buồm xuôi gió, đi đến chốn về đến nơi. 24. Cắc cớ chợ Lò Rèn, chát chát tựa nhà Ban đánh búa, Lạ lùng xóm Lò Gốm, chạy vo vo như Bàn Cổ xây trời. 25. Khỏi lo bề lẩm nhẩm dầm sương, rong vát người đi đường chợ Sỏi, Hằng lấy kẻ gầu hào, xúc ốc, nồng nã kẻ ở xóm Lò Vôi. 26. Gắng gỏi bấy cho đàn bà xứ Gò Vấp Thanh thao thay hình hòa thượng chùa Cây Mai 27. Giếng Hàng Xáo múc dập dìu, kẻ chở thuyền người chuyên bộ, Xóm Cối Xay làm tở mở, chồng sửa họng vợ đục tai. 28. Trong Cầu Đường bào chuốt ngọt ngon, đủ đường phổi, đường cát, đường phèn, đường hạ, Ngoài Xóm Bột phơi phong trắng dã, nhiều bột mì, bột đậu, bột lọc, bột khoai. 29. Đồng Tập Trận rộng cả ngàn, coi xấp xỉ bằng Thái Nguyên dã, Gò Mô Súng cao lúp xúp, Nhằm sâm si nửa tợ Vọng Vân Đài 30. Chốn thi trường lẩy lẩy nho sinh, đều nhắm cánh hộc hồng, một thuở bảng vàng lăm chiếm, Nhà quốc học dầy dầy sĩ tử, gắng gia công đèn sách, mười thu nghiêng sắt chuyên mài. 31. Cầu Cây Gõ trầy trầy, hốt gẫn hổ ngươi cho cái cầu Ông Bỉnh, Quán cao lâu vòi vọi, đành hay mắc cỡ cho cái quán Bà Cai. 32.Trước phố phường bày hàng bày hóa Sau nhà quê trồng bắp trồng khoai. 33. Thuyền An Nam lui tới, ghe đen mũi ghe vàng mũi vào ra coi lòa nước, Người phương Đông qua lại, tàu xanh mang, tàu đỏ mang hàng hóa chất ngất trời. 34. Trọ trẹ ở dưới sông, quân Huế kéo nhau hò "hố hụi" Lô xô dầy trên chợ, khách già lạu chèo ỏi "ài ô". 35. Lều thầy bói cắm bên đường, thấy gieo tiền hào sách hào đơn mà quyết đoán quẻ rằng linh quẻ, Bọn quân phường ngồi dưới cội, nghe đổ sứa hồi khoan hồi nhặt, giọng dầy vang hơi thiệt tốt hơi. 36. Phiêu diêu cho chú ở dưới ghe, nghề nghiệp ruổi đầu sông đổi nước, Cắc cớ bấy ông ngồi trên trại, máy móc làm cái ống dòm trời. 37. Lũ Tây dương da trắng bạc, mồm giợt giạt, miệng dứt lác, tóc quăn co, tưởng thần qủy, thần ma, thần sát, Quân Ô-rô mặt đen thui, môi tếch tác, đầu quăn chít, ngỡ thiên bồng, thiên tướng, thiên lôi 38. Con bưng rổ te te chạy vát, Thằng cầm chèo hất hất đứng coi. 39. Lính nghèo ngoài cửa kéo chổng khu, tội báo ham vui chơi con thỏa, Trùm ruộng trong ghe xui mất của, thương vì vác mặt ngó cái đòi. 40. Nhiều nhà giàu một lạ một lùng, có kẻ giàu dư muôn dư triệu, Mấy ai khó cho bần cho thiểu, khó không trơn bề đất cắm dùi. 41.Chốn chốn phong hoa ca vịnh Nhà nhà lịch sự vui chơi. 42.Lũ bảy đoàn ba, rật rật thấy ban mai khách trúc, Kẻ qua người lại, dầy dầy nghe lạc ngựa chuông voi. 43. Nhắm cảnh vật lịch ư quá lịch, Nhìn phong quang vui rất đổi vui. 44. Muốn nói mà chẳng hay vừa hết, Muốn coi mà chẳng hay vừa thôi. 45. Tôi nay học còn muốn học, Tài hãy sơ tài. 46. Mặt thấy dân khang vật phụ, Tình ưng xúc cảnh hứng hoài: Bỡ ngỡ lầy tây xế bóng hường, Trông chừng non nước chạnh quân vương. Lơ thơ nội lục cây mờ khói, Man mác non xanh lá đượm sương. Đèn thỏ mãi chờ miền hải đảo, Thuyền ngư vắng nhóm bãi Tiêu Tương. Lẽ hằng đắp đổi theo hôm sớm, Cơn cớ chi người luống chạnh thương. |